# Нотація
1. Нотація (від лат. notatio — записування, позначення) — система умовних позначень, прийнята в будь-якій галузі знань або діяльності.
2. Нотація — система графічних знаків, за допомогою яких здійснюється запис музики.
3. Нотація — у мовах програмування — сукупність умовних знаків у системі правил для опису синтаксису комп'ютерних мов.
Нотація включає безліч символів та використовується для представлення понять та їх взаємин, що становить алфавіт нотації, а також правила їх застосування.

## Класифікація

### За абеткою нотації
- Літерні
- Цифрові
- Буквено-цифрові
- Графічні

### За характеристикою алфавіту
- Однорідні
- Змішані
- Двійкові
- Десяткові

### По виду зв'язків
- Ієрархічні
- Структурні
- Порядкові

## Поширені нотації
- Математична нотація
- Музична нотація
- Система числення
  - Позиційна система числення
    - Двійкова система числення
    - Вісімкова система числення
    - Десяткова система числення
    - Шістнадцяткова система числення

  - Непозиційна система числення
    - Римська система числення
- Фізична нотація
- Хімічна нотація
- Шахова нотація